# Meurtres à Guérande
 (février 2015).
Si vous disposez d'ouvrages ou d'articles de référence ou si vous connaissez des sites web de qualité traitant du thème abordé ici, merci de compléter l'article en donnant les références utiles à sa vérifiabilité et en les liant à la section « Notes et références ».
Série
Meurtres au Pays basque
(2014)
Pour plus de détails, voir Fiche technique et Distribution.
Meurtres à Guérande est un téléfilm français réalisé par Éric Duret et diffusé en 2015 sur France 3.

## Synopsis
Le corps d'un homme est retrouvé dans les marais salants de Guérande et sa tête dans un cimetière d'une autre région.

## Fiche technique
- Titre original : Meurtres à Guérande
- Réalisation : Éric Duret
- Scénario : Alexandra Julhiet et Marie-Anne Le Pezennec
- Photographie : Bruno Romiguière
- Montage : Violeta Fernandez
- Musique : Frédéric Porte
- Production : Toma de Matteis, François Aramburu et Pascal Fontanille
- Sociétés de production : Merlin Productions, At-Production, RTBF, avec la participation de France Télévisions, TV5 Monde, RTS Radio Télévision Suisse et du CNC
- Pays d'origine :  France
- Langue originale : Français
- Genre : Policier
- Durée : 90 minutes
- Date de diffusion : 21 février 2015 sur France 3

## Audience
- France : 3,970 millions de téléspectateurs (17 % de part d'audience) le 14 février 2015[1].

## Distribution
- Antoine Duléry : le commandant Vincent Becker
- Claire Borotra : le capitaine Marie Daguerre
- Yann Sundberg : le capitaine Lucas Fournier
- Héléna Soubeyrand : Suzon Chauvet
- Frédéric Provost : Eddy Chauvet
- Clémence Thioly : Barbara Pasquier
- Guillaume Clerice : Sam Duprats
- Guillaume Ducreux : Paul/Manu
- Marie Berto : Mme Kessel
- Mathilde Clavier : Katia
- Cédric Lemaire : Momo
- Jean-Pierre Moulin : Martial Chauvet

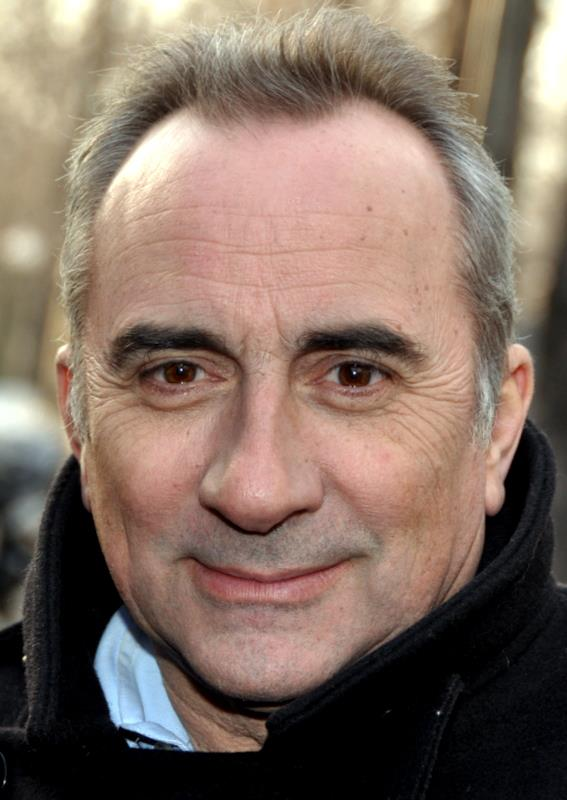
Antoine Duléry
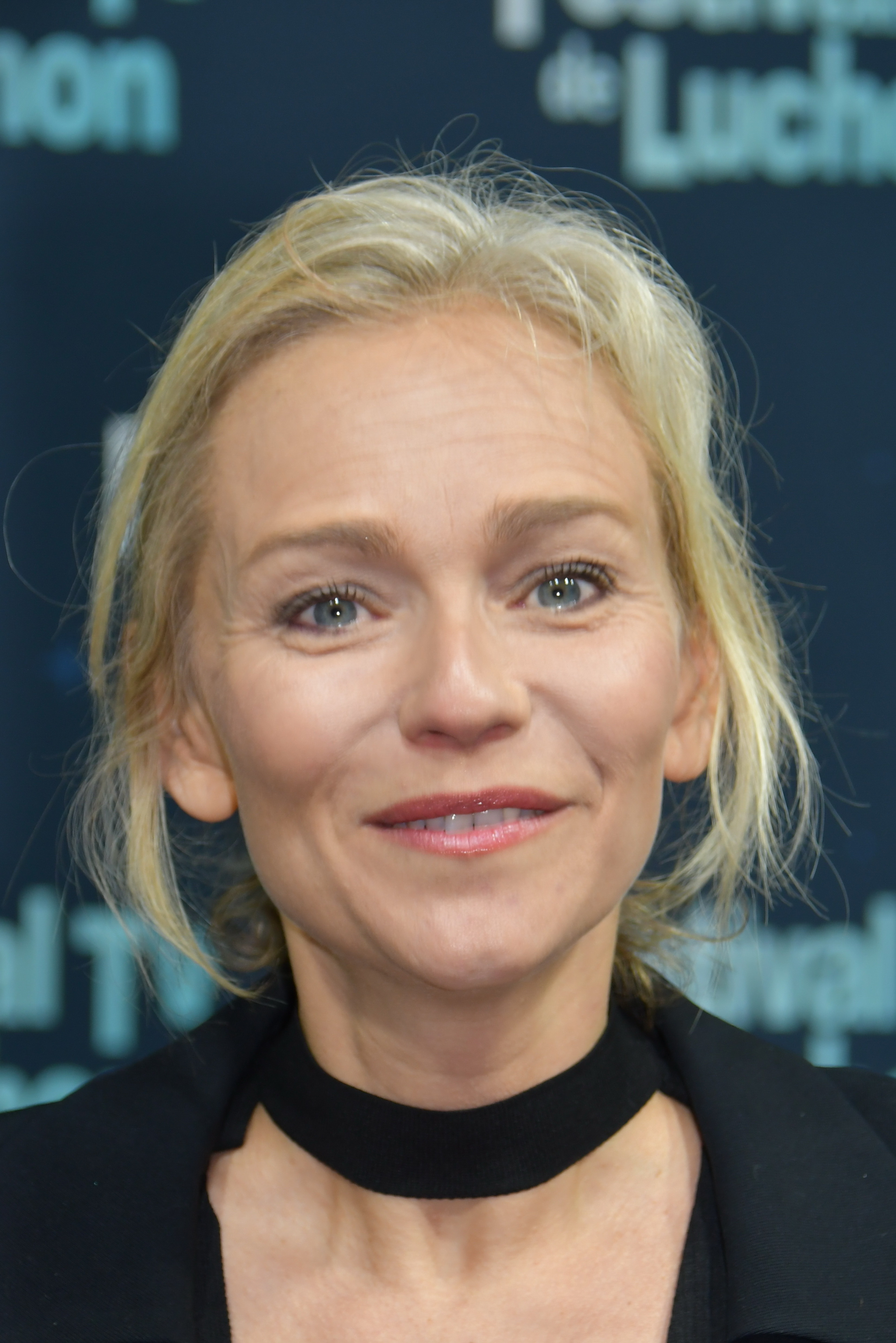
Claire Borotra
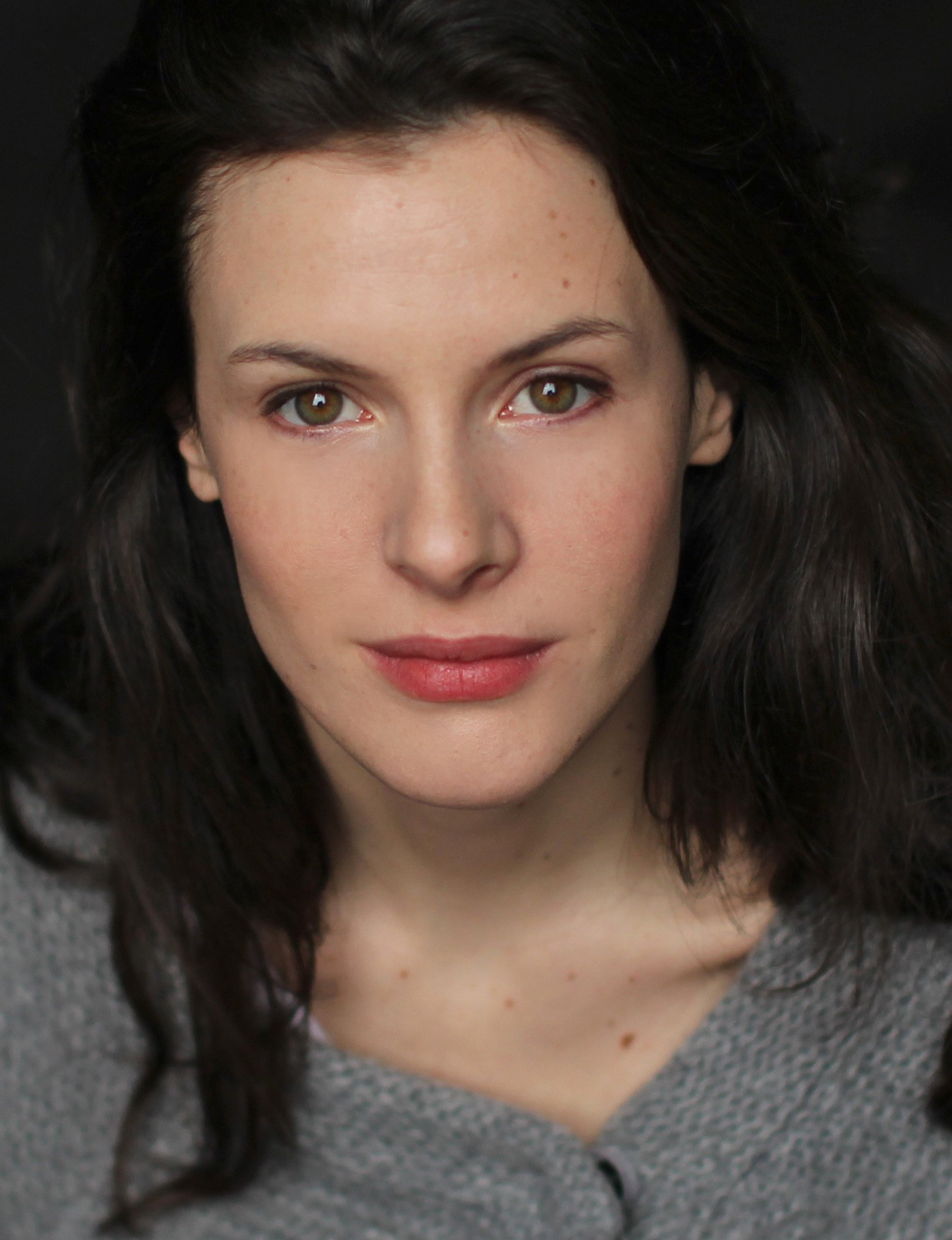
Héléna Soubeyrand

## Tournage
Le tournage se déroule du 20 octobre au 20 novembre 2014, à Guérande (faubourg Saint-Michel, marais salants), à Nantes (cimetière de la Bouteillerie, Palais de Justice ...), à Batz-sur-Mer, à Fontenay-le-Comte, au Château de Saint-Mesmin et dans le Marais poitevin (Arçay, Abbaye de Maillezais, embarcadère de Maillezais ...),,,,.

## Commentaire
- Meurtres à Guérande  est la suite de Meurtres au Pays basque[5].